# Myawadi (dystrykt)
Myawadi (birm.: မြဝတီခရိုင်) – dystrykt w Mjanmie, w stanie Karen.
Dystrykt leży w południowo-wschodniej części stanu. Od wschodu i południa graniczy z Tajlandią.
Według spisu z 2014 roku zamieszkuje tu 210 540 osób, w tym 107 607 mężczyzn i 102 933 kobiety, a ludność miejska stanowi 55,4% populacji.
Dystrykt dzieli się na 1 township: Myawadi oraz 2 subtownships Sugali i Wawlaymyaing.